# Олена Калитяк Девіс
Олена Калитяк Девіс (англ. Olena Kalytiak Davis, нар. 16 вересня 1963) — американська поетеса українського походження.

## Біографія
Девіс народилася в українській родині в Детройті. Вона закінчила Університет Вейна, Школу права Мічиганського університету та Вермонтський коледж образотворчих мистецтв. В різні періоди Девіс проживала в Сан-Франциско, Празі, Львові, Парижі, Чикаго, а також на Алясці, у трьох абсолютно різних регіонах — Бетел, Джуно та Анкориджі, де живе і зараз.
Девіс є стипендіатом Гранту Ґуґґенгайма та Фонду Расмусона, отримувала «Премію для письменників фонду Рона Жаффе», «Премію Пушкарта» та кілька грантів від Рад мистецтв Аляски та Джуно. Її вірші з'являлися у численних літературних журналах та антологіях, у тому числі в кількох виданнях «Найкращої американської поезії».
Окрім написання поем, займається юридичною практикою.

## Нагороди
- 1996: Премія для письменників фонду Рона Жаффе[4]
- 1997: Премія Бріттінгема в поезії[4][5]
- 2001: Премія Пушкарта 2001 XXV[2]
- 2004: Стипендія Гранту Ґуґґенгайма[2]
- 2017: Стипендія Фонду Расмусона[3]